# ليو روبرت
ليو روبرت (بالإنجليزية: Leo Robert)‏ (و. 1921  م) هو لاعب كمال أجسام كندي، ولد في مونتريال.